# Leschères-sur-le-Blaiseron
Leschères-sur-le-Blaiseron ist eine französische Gemeinde mit 88 Einwohnern (Stand 1. Januar 2022) im Département Haute-Marne in der Region Grand Est (vor 2016 Champagne-Ardenne). Sie gehört zum Kanton Joinville und zum Arrondissement Saint-Dizier.

## Lage
Die Gemeinde Leschères-sur-le-Blaiseron liegt am Oberlauf des Blaiseron, etwa 25 Kilometer nordnordwestlich von Chaumont. Sie ist umgeben von folgenden Nachbargemeinden:
| Charmes-en-l’Angle | Flammerécourt                               |           |
| Cirey-sur-Blaise   | Kompassrose, die auf Nachbargemeinden zeigt | Rouécourt |
|                    | Ambonville                                  |           |

## Bevölkerungsentwicklung
| Jahr                       | 1962 | 1968 | 1975 | 1982 | 1990 | 1999 | 2008 | 2019 |
| -------------------------- | ---- | ---- | ---- | ---- | ---- | ---- | ---- | ---- |
| Einwohner                  | 103  | 100  | 103  | 87   | 78   | 94   | 99   | 94   |
| Quellen: Cassini und INSEE |      |      |      |      |      |      |      |      |